# Chapelle des Pétètes
La chapelle des Pétètes ou chapelle Saint-Grégoire est située sur le hameau de l'Aubérie de la commune française de Saint-Bonnet-en-Champsaur, dans le département des Hautes-Alpes, région Provence-Alpes-Côte-d'Azur. Les statuettes en pierre installées sur la façade ont donné le nom particulier à cette chapelle puisque le mot pétètes signifie poupée en langue populaire locale.

## Histoire
La chapelle des Pétètes a été construite en 1743 par Jacques Pascal. Elle est inscrite aux monuments historiques depuis le 19 mai 1994. Elle est consacrée à Saint-Grégoire.

## Architecture

### Intérieur

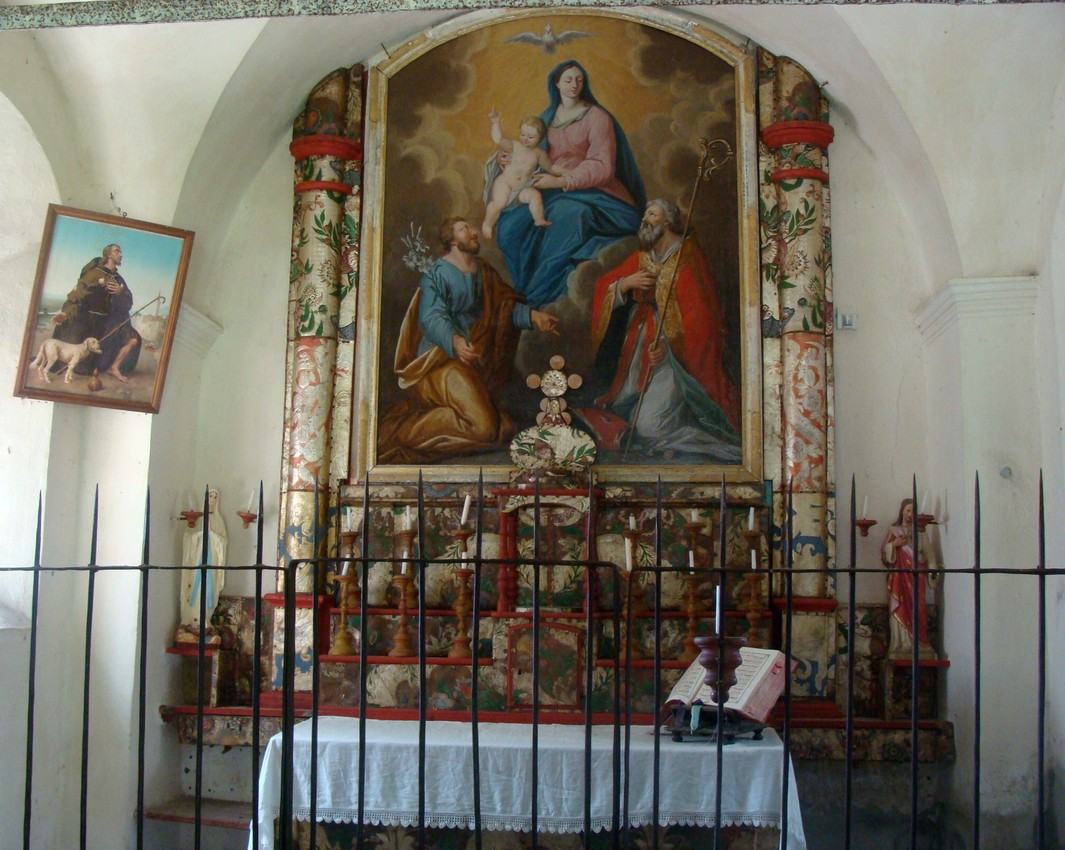
Tableau à l'intérieur de la chapelle.

À l'intérieur de la chapelle, un tableau, placé au dessus de l'autel, représente la Vierge Marie et son enfant entourés de saint-Grégoire et de Joseph.

### Extérieur
La façade de la chapelle des Pétètes est composée de niches dans lesquelles sont installées des statues, bustes et masques au style naïf. Une croix monumentale est placée devant la chapelle.